# Carlos Luis Plaza Dañín
Carlos Luis Plaza Dañín (Guayaquil, 21 de marzo de 1913-Guayaquil, 9 de septiembre de 1965) fue un abogado y político ecuatoriano.

## Biografía
Nació el 21 de marzo de 1913 en Guayaquil. Realizó sus estudios secundarios en los colegios San José La Salle, San Gabriel y Vicente Rocafuerte y los superiores en la Universidad de Guayaquil, donde obtuvo en 1943 el título de abogado.
Desde temprana edad formó parte del Partido Liberal Radical Ecuatoriano. Años después ocupó los cargos de concejal municipal de Guayaquil y diputado nacional en representación de la provincia de Guayas.
En 1963 fue nombrado alcalde de Guayaquil luego del golpe militar en que se derrocó al presidente Carlos Julio Arosemena Monroy. Durante su tiempo en la alcaldía destaca la creación del Asilo Municipal de mendigos y ancianos, el mismo que hoy lleva su nombre.
Murió el 9 de septiembre de 1965 en Guayaquil.

## Honores
La avenida Carlos Luis Plaza Dañín de Guayaquil está nombrada en su honor. También existen varios planteles educativos que llevan su nombre.